# Conrad Peter Bergmann
Conrad Peter Bergmann (* 7. April 1886 in Düsseldorf, Rheinprovinz; † 6. April 1972 in Brixen, Südtirol) war ein deutscher Genre- und Porträtmaler der Düsseldorfer Schule sowie Lehrer an der Kunstschule in Brixen.

## Leben

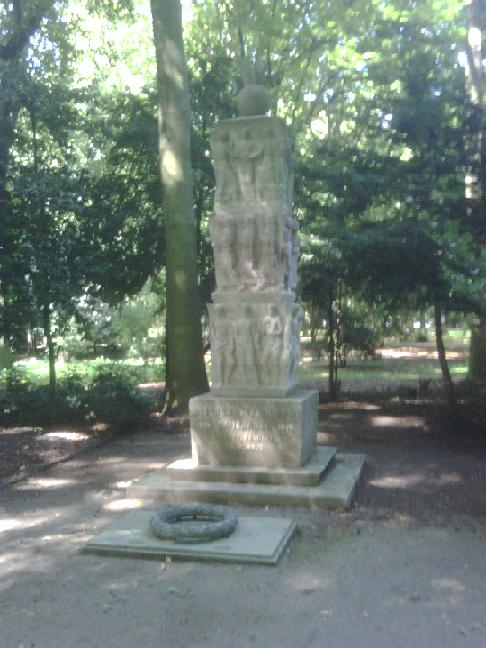
Ehrenmal des 1. Westfälischen Feldartillerie-Regiments Nr. 7 im Düsseldorfer Hofgarten

Bergmann studierte Malerei an der Kunstakademie Düsseldorf. Dort waren Eduard von Gebhardt, Claus Meyer und Julius Paul Junghanns seine Lehrer. Nach dem Ersten Weltkrieg reiste und arbeitete er in den Niederlanden und der Schweiz, in Frankreich, Österreich und Jugoslawien. Als Mitarbeiter des Bildhauers Rudolf Zieseniss war er 1928 an der Herstellung des Ehrenmals des 1. Westfälischen Feldartillerie-Regiments Nr. 7 im Düsseldorfer Hofgarten beteiligt. In Düsseldorf war er Mitglied des Künstlervereins Malkasten. 1936 ließ er sich in Italien nieder, wo er auf Ausstellungen in Rom, Mailand und Como vertreten war. Ab 1942 wohnte er im Künstlerdorf Anticoli Corrado bei Rom. In Brixen war er Lehrer der dortigen Kunstschule. 1971 wurde ihm das Bundesverdienstkreuz erster Klasse verliehen.